# OsmAnd

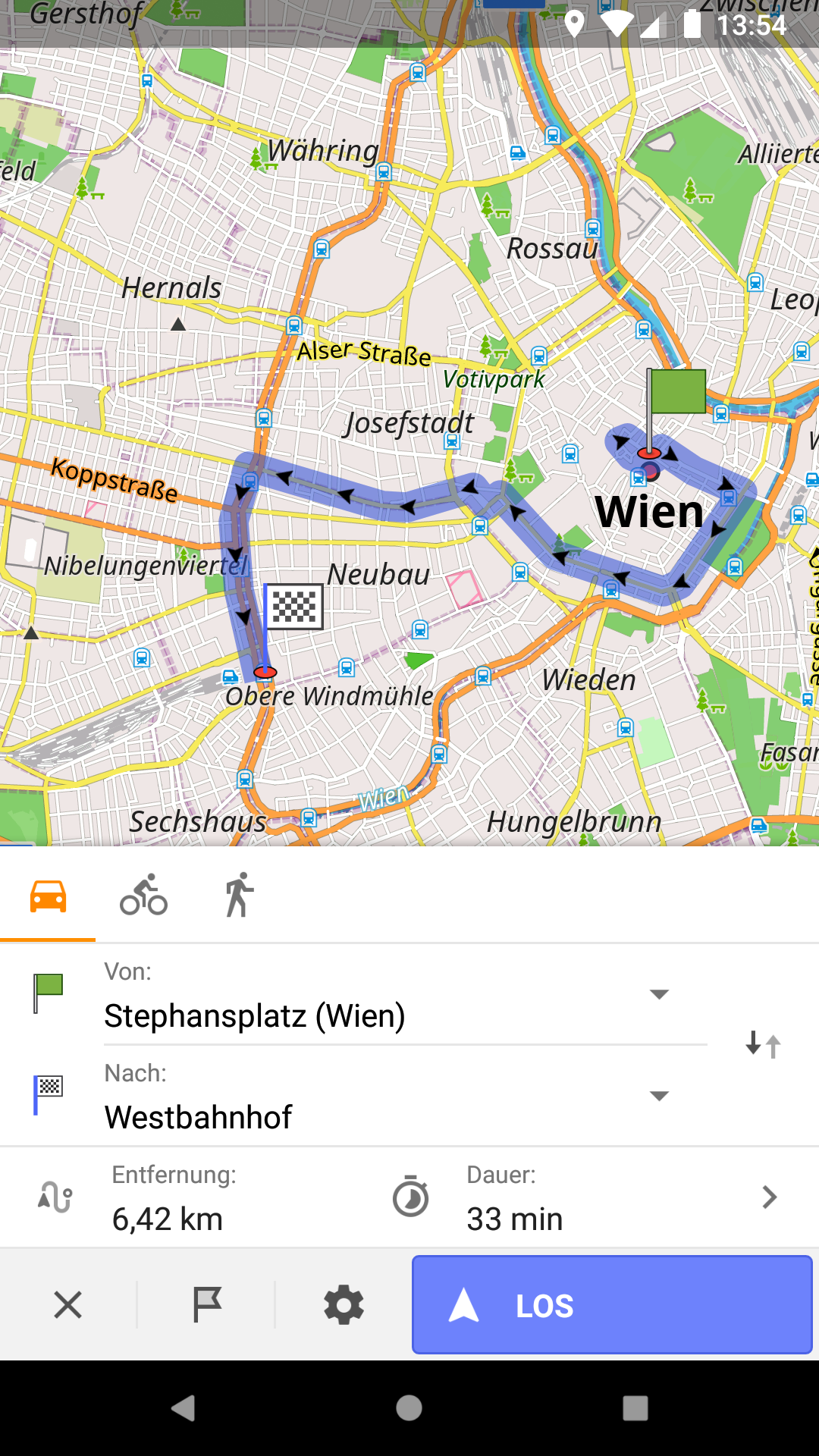
Screenshot do OsmAnd 3.0

OsmAnd (OpenStreetMap Automated Navigation Directions) é um aplicativo gratuito, de código aberto, que é usado para visualizar mapas, bem como para a navegação por carro, bicicleta, pedestre, tanto online  quanto offline. É desenvolvido nas plataformas Android e iOS. Usa a base de dados do mapa OpenStreetMap (OSM) como visualização e navegação primária. O desenvolvimento deste projeto está sendo feito no GitHub e a versão Android está disponível sob a licença GPLv3. A aplicação está disponível tanto gratuitamente quanto na versão paga que funciona como forma de doação aos desenvolvedores, dá acesso ilimitado ao download de mapas offline, e provê acesso a artigos georreferenciados da Wikipédia e sua descrição a partir do aplicativo.

## Recursos
O OsmAnd (OSM Automated Navigation Directions) é um aplicativo de mapa e navegação com acesso gratuito a base mundial de dados georreferenciados OpenStreetMap (OSM). Toda a base de dados do mapa pode ser baixada para o cartão de memória, permitindo assim seu uso offline. Via o dispositivo GPS, OsmAnd oferece roteamento, com guia visual e por voz, para carros, bicicletas, e pedestre. Todas as principais funcionalidades funcionam tanto online quanto offline.[carece de fontes?]

### Navegação[carecede fontes?]
- Trabalha online e offline (sem gastar do pacote de dados)
- Guia por voz conversão a conversão (vozes gravadas e sintetizadas)
- Guia de faixa opcional, mostra o nome da rua, e estima o tempo de chegada
- Suporto pontos intermediários
- Cálculo de (re)roteamento automatizado
- Busca de lugares por endereço, pelo tipo (ex.: restaurante, hotel, posto de combustível, museu, etc.), ou por coordenadas geográficas.

### Visualização do mapa[carecede fontes?]
- Mostra a posição e a orientação do mapa
- Opcionalmente alinha o mapa a bússola ou a direção de movimento do dispositivo
- Lugares podem ser salvos nos favoritos
- Mostra POI (pontos de interesse)
- Pode mostrar telhas de mapas online
- Pode mostrar visualização por satélite (do Bing)
- Pode mostrar camadas diferentes como navegação por rota GPX e mapas adicionais com transparência customizada
- Opcionalmente mostra nome dos lugares em inglês ou no idioma local

### Uso de dados da Wikipédia e do OpenStreetMap[carecede fontes?]
- Mapas globais do OpenStreetMap disponíveis por países ou por sub-regiões
- POI da Wikipédia (não disponível na versão gratuita)
- Download gratuito e ilimitado, diretamente do app (a versão gratuita do app permite até 10 downloads)
- Mapas sempre atualizados (geralmente de 1 a 2 vezes por mês). No Brasil, a atualização é feita a cada 2 dias estado por estado, disponibilizado por colaborador do OpenStreetMap no servidor da UNESP. Ou a qualquer momento pelo próprio usuário do aplicativo utilizando o programa de computador OsmAndMapCreator. O uso do OsmAndMapCreator permite que o usuário crie mapas apenas de suas áreas de interesse, sendo preciso um prévio conhecimento para poder extrair dados do OpenStreetMap, bem como fazer a conversão para usar no OsmAnd
- Vetor de mapas offline e compacto
- É possível escolher entre o download completo do mapa (estradas, POIs, uso da terra, sistema natural, ...), ou apenas as estradas, sendo, obviamente, a segunda opção a que ocupa menor espaço no dispositivo.
- Suporta também telhas de mapa online ou em cache

### Recursos de segurança[carecede fontes?]
- Mudança automática do visor nos modos dia/noite
- Mostra o limite de velocidade opcionalmente, com lembrete de velocidade excedida
- Zoom autoajustável conforme a velocidade, se assim desejar
- Compartilhamento de localização

### Recursos para bicicletas e pedestres[carecede fontes?]
- O mapa inclui caminhos de pedestres, ciclistas e praticantes de caminhada
- Modos de tela especial para pedestre e para ciclista
- Opcional paradas de transporte público (ônibus, metrô, trem) incluindo o nome das linhas
- É possível gravar trilha GPX
- Ainda é opcional mostrar a altitude e a velocidade
- Por meio de plugin adicional ainda é possível visualizar curvas de nível

### Contribuição direta ao OpenStreetMap[carecede fontes?]
- Reportar erros no mapa
- Realizar upload de trilhas GPX pro OSM diretamente do aplicativo. As trilhas GPX ajudam os colaboradores do OSM a melhor alinhar as estradas.
- Adicionar pontos de interesse (POIs) e do próprio aplicativo subir ao OSM (ou mais tarde, se estiver offline)
- Gravação opcional da viagem como plano de fundo (enquanto o aparelho estiver em modo de espera)

## Licenciamento
O desenvolvimento do OsmAnd está no GitHub, e o código fonte está disponível sob a licença GPLv3. O aplicativo está disponível no Google Play em versão gratuita e paga (OsmAnd+) que funciona como uma doação ao desenvolvedor, desbloqueia o limite de download de mapas offline e fornece acesso aos POI da Wikipédia e suas descrições de dentro do aplicativo. Uma versão compilada pela comunidade do OsmAnd+ completo chamada OsmAnd~ sem dependência do Google Play Services também está disponível gratuitamente no F-Droid.
Alguns dos trabalhos artísticos, como ícones e banners, são licenciados sob a Licença Creative Commons Não Comercial, Sem Obras Derivadas, com uma exceção que proíbe a publicação de um fork nos principais mercados.
Solicitações pull de contribuidores externos – para versões Android e iOS – podem ser aceitas sob licença do MIT.

## Desenvolvedor
O OsmAnd é desenvolvido por uma empresa holandesa de responsabilidade limitada, OsmAnd BV, localizada em Amstelveen, Países Baixos.

## Recepção
O aplicativo foi bem avaliado nas principais lojas de aplicativos móveis, principalmente por sua utilidade offline. A versão gratuita do aplicativo Android tem mais de 184.000 avaliações no Google Play com uma avaliação agregada de 4,4 estrelas. O aplicativo iOS tem 4.300 avaliações e uma avaliação agregada de 4,6 estrelas.
O OSMAnd tem sido bem visto quando se fala sobre aplicativos de navegação FOSS para Android. Joe Hindy do AndroidAuthority afirmou: "Provavelmente não é tão bom quanto algo como HERE ou Google Maps para uso online, mas está entre os melhores aplicativos de GPS offline disponíveis no momento."